# سیلوان ویدمر
سیلوان ویدمر (آلمانی: Silvan Widmer؛ زادهٔ ۵ مارس ۱۹۹۳) بازیکن فوتبال اهل سوئیس است.
از باشگاه‌هایی که در آن بازی کرده‌است می‌توان به اودینزه و بازل اشاره کرد.
وی همچنین در تیم ملی فوتبال سوئیس بازی کرده‌است.